# Długościomierz Abbego

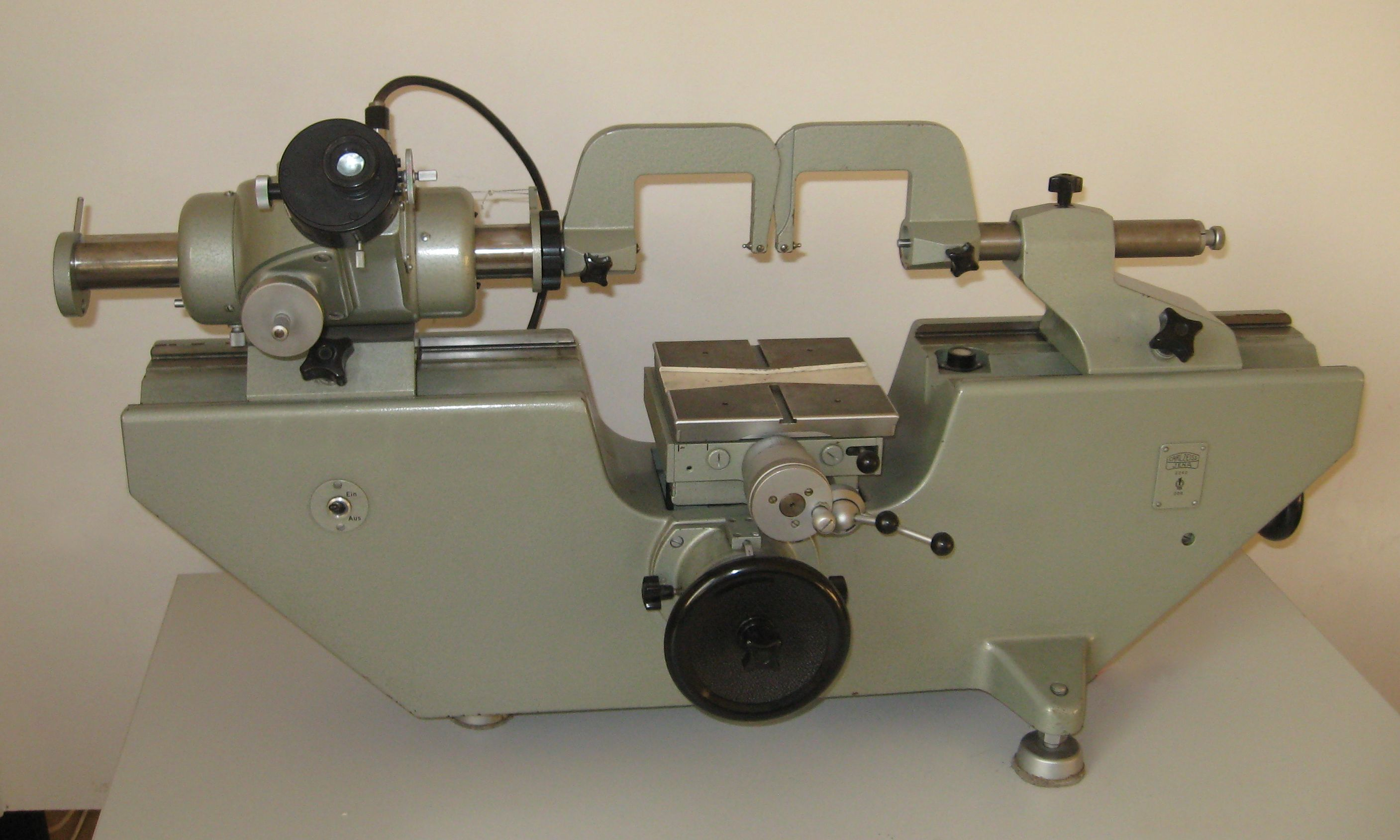
Długościomierz poziomy Abbego – wyprodukowany w latach 70 XX w. przez Kombinat ZEISS Jena (NRD) z wyposażeniem do stykowego pomiaru średnic otworów

Długościomierz Abbego – przyrząd laboratoryjny, służący do dokładnych pomiarów długości w jednej osi, spełniający postulat Abbego. Pozwala mierzyć wymiary zewnętrzne elementów i wymiary wewnętrzne (tylko długościomierz poziomy).
Klasyczne długościomierze wyposażone były we wzorzec kreskowy o długości 100 mm i działce elementarnej 1 mm oraz interpolator ze spiralą Archimedesa zwiększający tysiąckrotnie dokładność odczytania. Typowe parametry obecnie produkowanych długościomierzy:
System pomiarowy
wzorzec inkrementalny długości 100 mm i rozdzielczości 0,1 μm
Zakres pomiarowy: 0 ÷ 600 mm (poziomy), 0 ÷ 200 mm (pionowy)
Błąd graniczny: ± 0,4 μm dla całego zakresu pomiarowego, ± 0,3 μm dla zakresu ± 0,1 mm
Nacisk pomiarowy :  0,5 ÷ 2,5 N